# Burda (přírodní památka)
Burda je přírodní památka ve správě příspěvkové organizace Správa slovenských jeskyní.
Nachází se v katastrálním území obcí Ratkovská Suchá a Rovné v okrese Rimavská Sobota v Banskobystrickém kraji. Území bylo vyhlášeno či novelizováno v letech 1994, 2007 na rozloze x ha. Rozloha ochranného pásma byla stanovena na 7,8201 ha.